# Асангаро (провинция)
Асангаро (исп. Provincia de Azángaro, кечуа Asankaru pruwinsya) — одна из 13 провинций перуанского региона Пуно. Площадь составляет 4970 км². Население — 136 829 человек; плотность населения — 27,53 чел/км². Столица — одноимённый город.

## География
Асангаро находится вблизи Восточной Кордильеры, в стороне от влияния озера Титикака. Граничит с провинциями: Карабая (на севере), Сан-Антонио-де-Путина (на востоке), Уанкане (на юго-востоке), Сан-Роман (на юге), Лампа (на юго-западе) и Мельгар (на западе).

## Административное деление
В административном отношении провинция делится на 15 районов:
- Ачая
- Арапа
- Асильо
- Асангаро
- Каминака
- Чупа
- Хосе-Доминго-Чокеуанка
- Муньяни
- Потони
- Саман
- Сан-Антон
- Сан-Хосе
- Сан-Хуан-де-Салинас
- Сантьяго-де-Пупиха
- Тирапата